# Ogata Kenzan
Ogata Kenzan (尾形 乾山, , 1663, Kyoto - 1743, Edo), amb nom de naixement Ogata Shinsei, i també conegut pel pseudònim de Shisui, fou un pintor i ceramista japonés del període Edo, germà petit del famós pintor Ogata Korin. De l'obra de tots dos, naix l'Escola Rinpa.

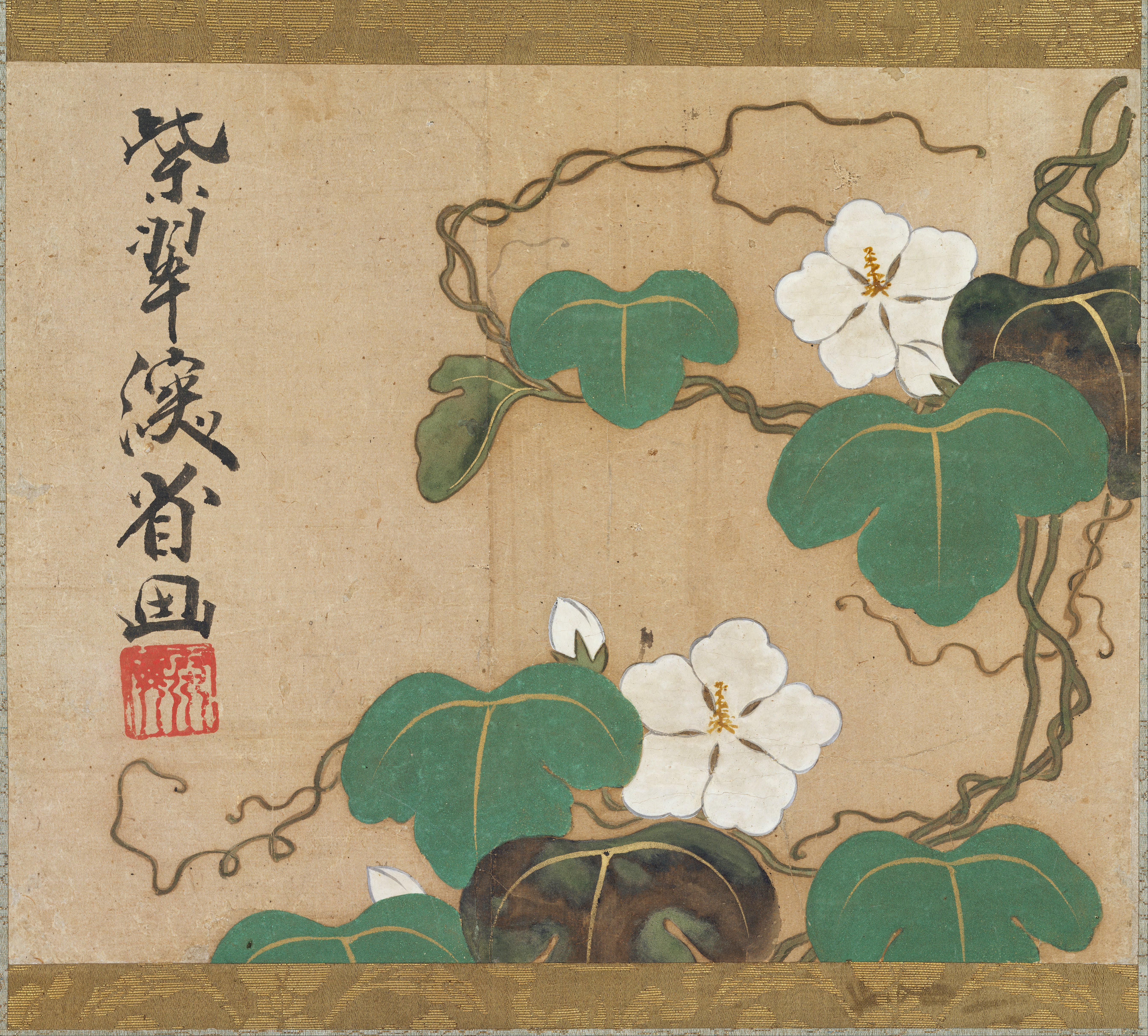
Corró penjant. Tinta, colors i or sobre paper. Alçada: 23,9 cm. Museu de Belles Arts, Boston

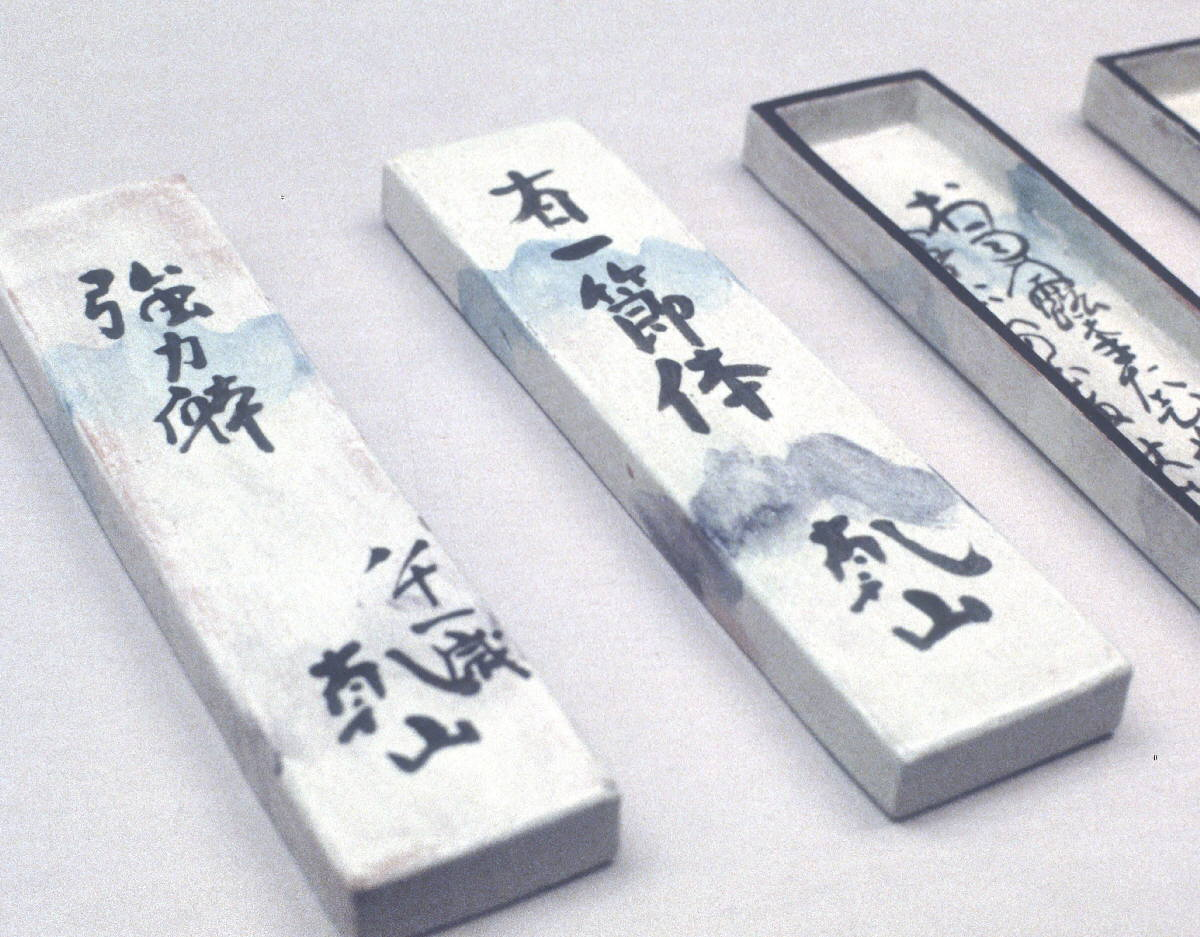
Plats rectangulars amb paisatges i cal·ligrafia. Ogata Kenzan (1663-1743). Terracota pintada en blau cobalt amb esmalt, s. XVII. Museu Nacional de Tòquio

El treball ceràmic de Kenzan va començar al 1699, com un aficionat amb un entusiasme maldestre i una iconoclàstia ingènua. Aquesta combinació inversemblant el dugué a crear gerros que contrastaven fortament amb la porcellana d'Arita, aleshores de moda.
El seu nom esdevingué el d'una dinastia de ceramistes, no sempre hereditaris. Ogata Ihachi (c. 1720-1760), durant el període Edo, en fou el segon. L'anglés Bernard Leach va rebre el títol de Kenzan VII.
En els plats quadrangulars del Museu Guimet reprén el format emprat des de l'època Heian per a la cal·ligrafia i la pintura de “motius subjacents” (shikishi). Mentre que altres artistes de l'escola Rimpa, com ara Honami Kōetsu i Tawaraya Sōtatsu, comencen a treballar des del s. XVII aquest tipus de format en pintura, Ogata Kenzan segueix aquest enfocament en ceràmica. En el plat decorat amb lliris, el fons blanc acosta aquest gres a un full de paper blanc. El plat, però, té vores altes, i la part interna s'integra a l'espai de la composició. Aquesta és una continuació de les pintures de l'escola Rimpa, més aviat les del seu germà, Ogata Kōrin: el principi compositiu de repetició, el tractament de motius sense traç i poc matisos o en color sòlid i “l'atenció prestada a les metamorfosis del material acolorit”. No es tracta del joc de tinta i aigua sobre el paper sinó del comportament dels components químics, que donaran els colors i els seus efectes materials, en funció de la calor que cobreix el gres. El joc que Ogata Kenzan estableix amb la pintura a l'hora de crear aquest plat de ceràmica també es veu a la vora externa. Hi fa servir un dibuix estergit, en blau i negre, que evoca els brocats de seda que serveixen de suport i marc a les pintures tipus kakemono. Finalment, el motiu dels lliris fa al·lusió a l'episodi IX dels <i>Contes d'Ise</i> (Ise monogatari) -“El riu dels vuit ponts”-, tema que el mateix Ogata Korin va tractar algunes vegades a l'escala monumental de les pantalles. La transposició d'aquest tema pictòric tractat pel reconegut pintor que va ser el seu germà, pot ser un homenatge, una emulació o una influència, mentre que aquest plat demostra el domini de complexos processos ceràmics.

Ogata Kenzan al Museu de Belles Arts de La Rochelle
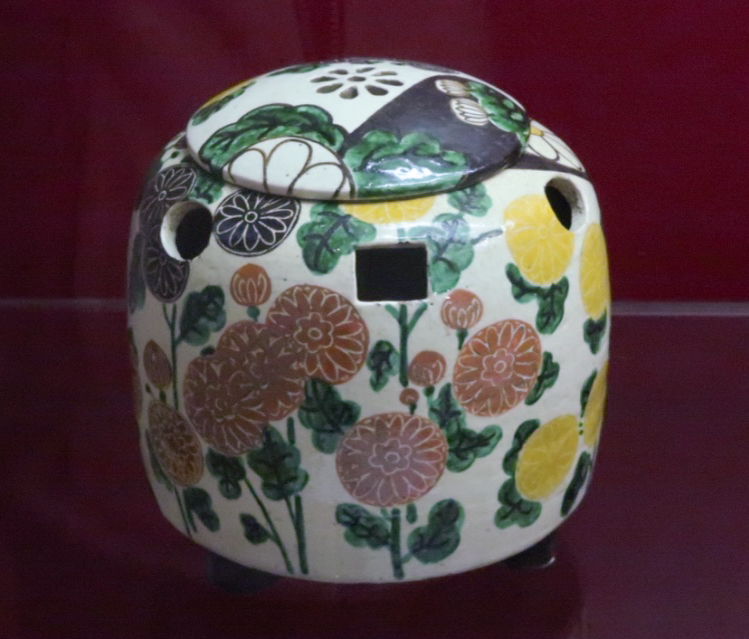
Cremador de perfums. Gres amb decoració sota esmalt
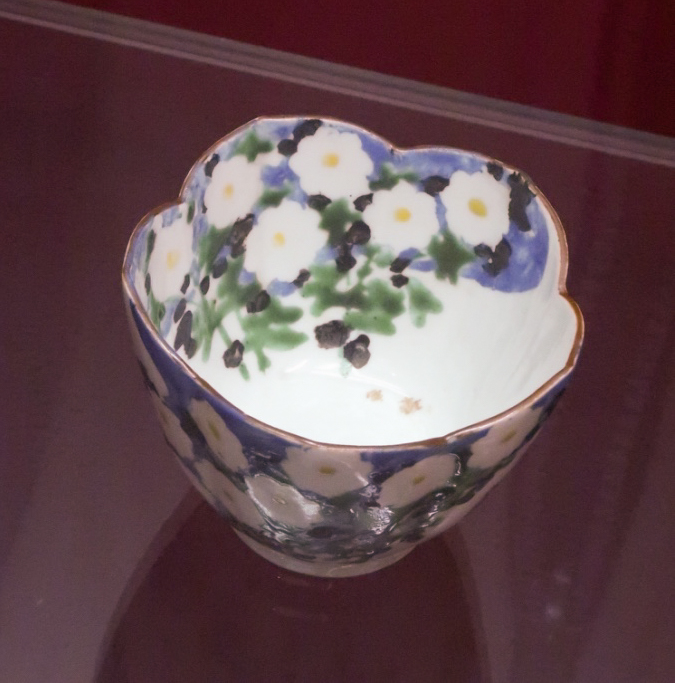
Bol amb vora lobulada amb decoració floral. Gres amb decoració sota esmalt
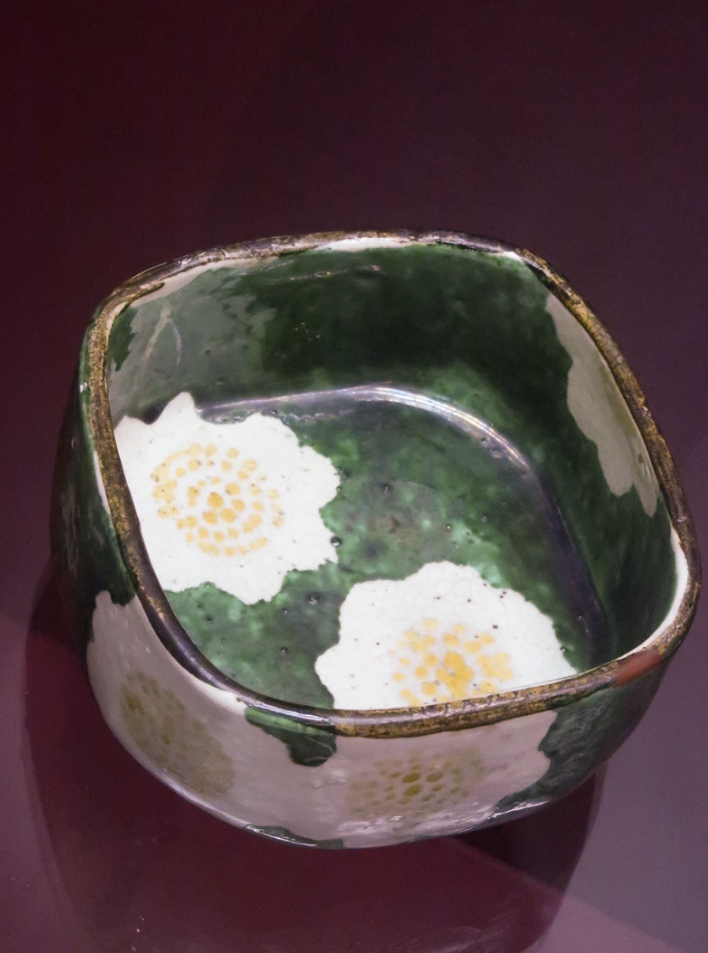
Caixa quadrada decorada amb amb flors amb fons d'esmalt verd
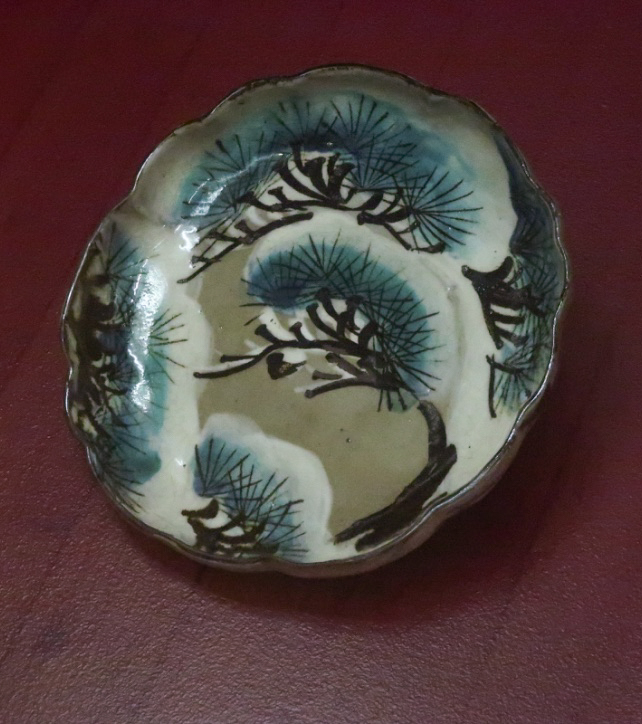
Bol ovalat amb decoració paisatgística. Gres amb decoració sota esmalt
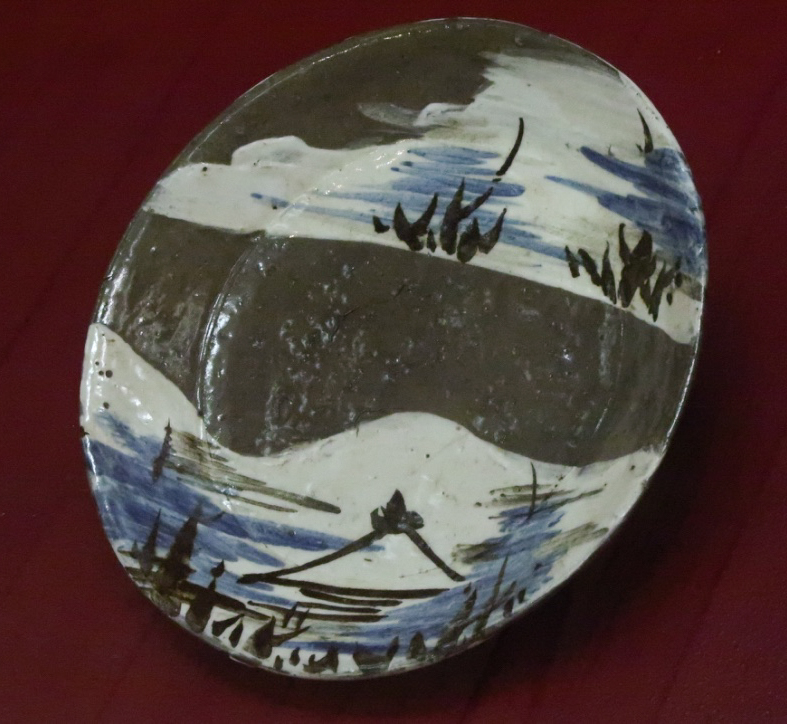
Bol ovalat amb decoració paisatgística. Gres amb decoració esmaltada
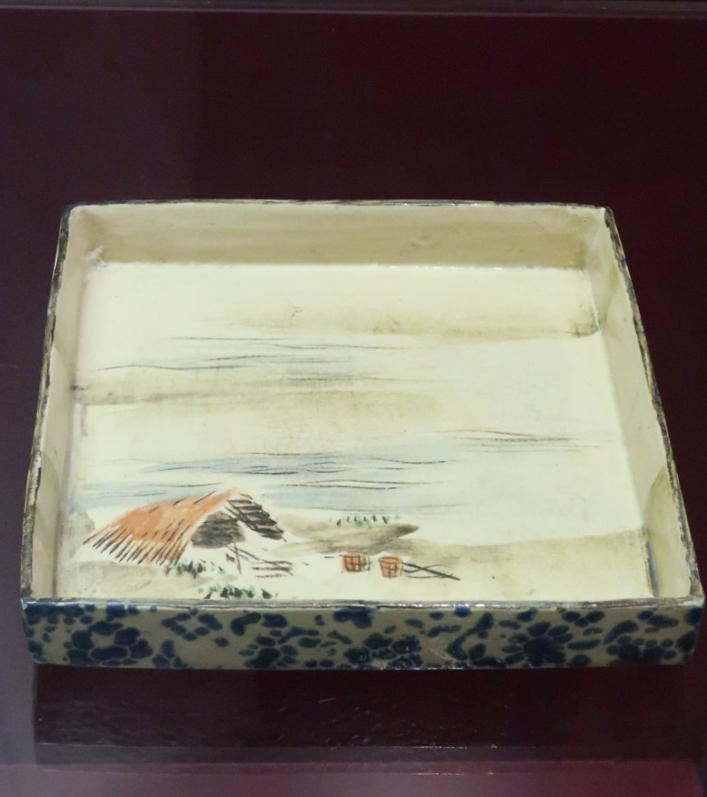
Plat rectangular amb decoració paisatgística. Gres amb decoració sota esmalt

- Ogata Kenzan. Període central de la seua activitat de ceramista: 1699-1731.[5] Museu d'Arts Asiàtiques Guimet

Ogata Kenzan. Període central de la seua activitat de ceramista: 1699-1731. Museu d'Arts Asiàtiques Guimet
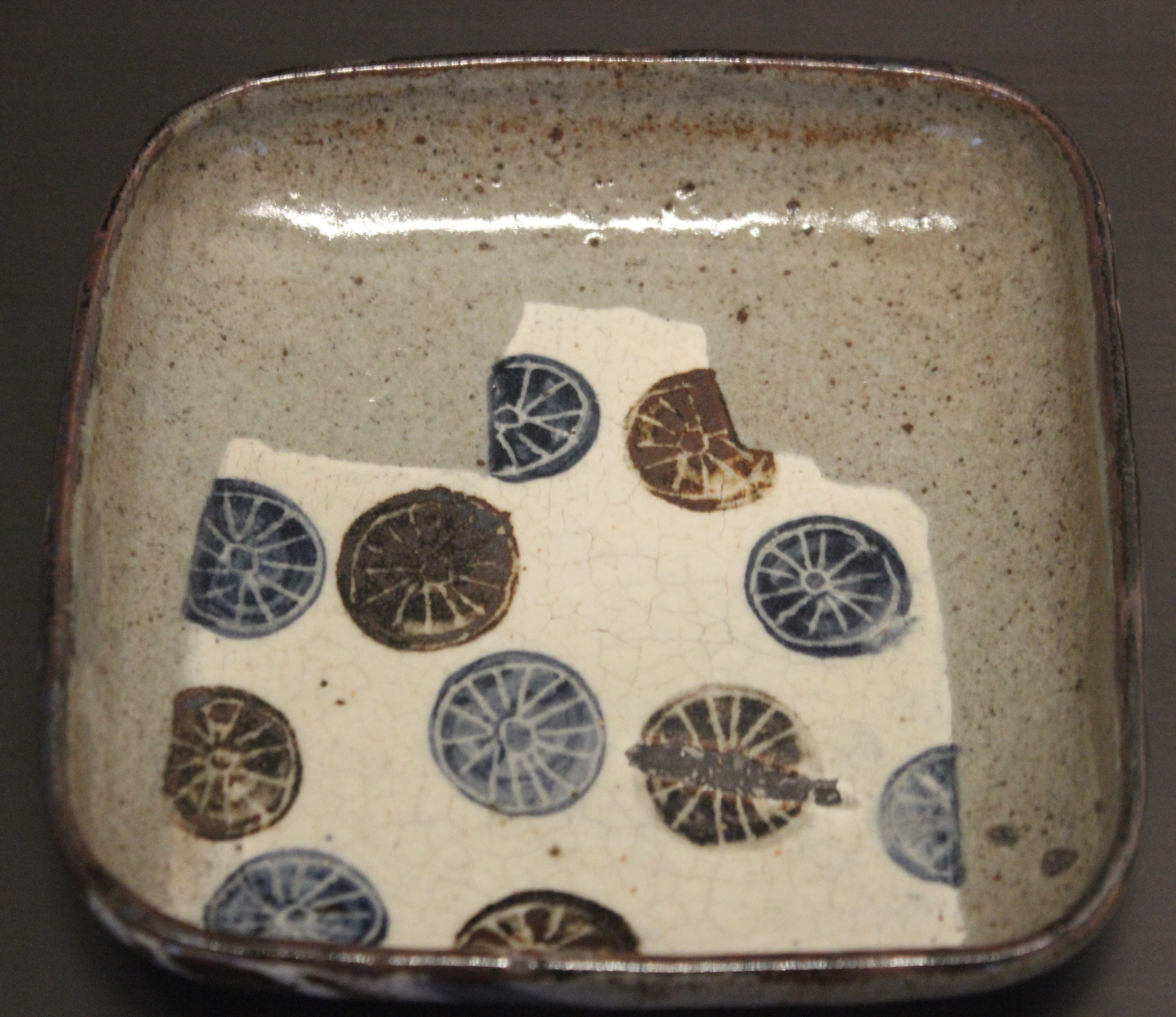
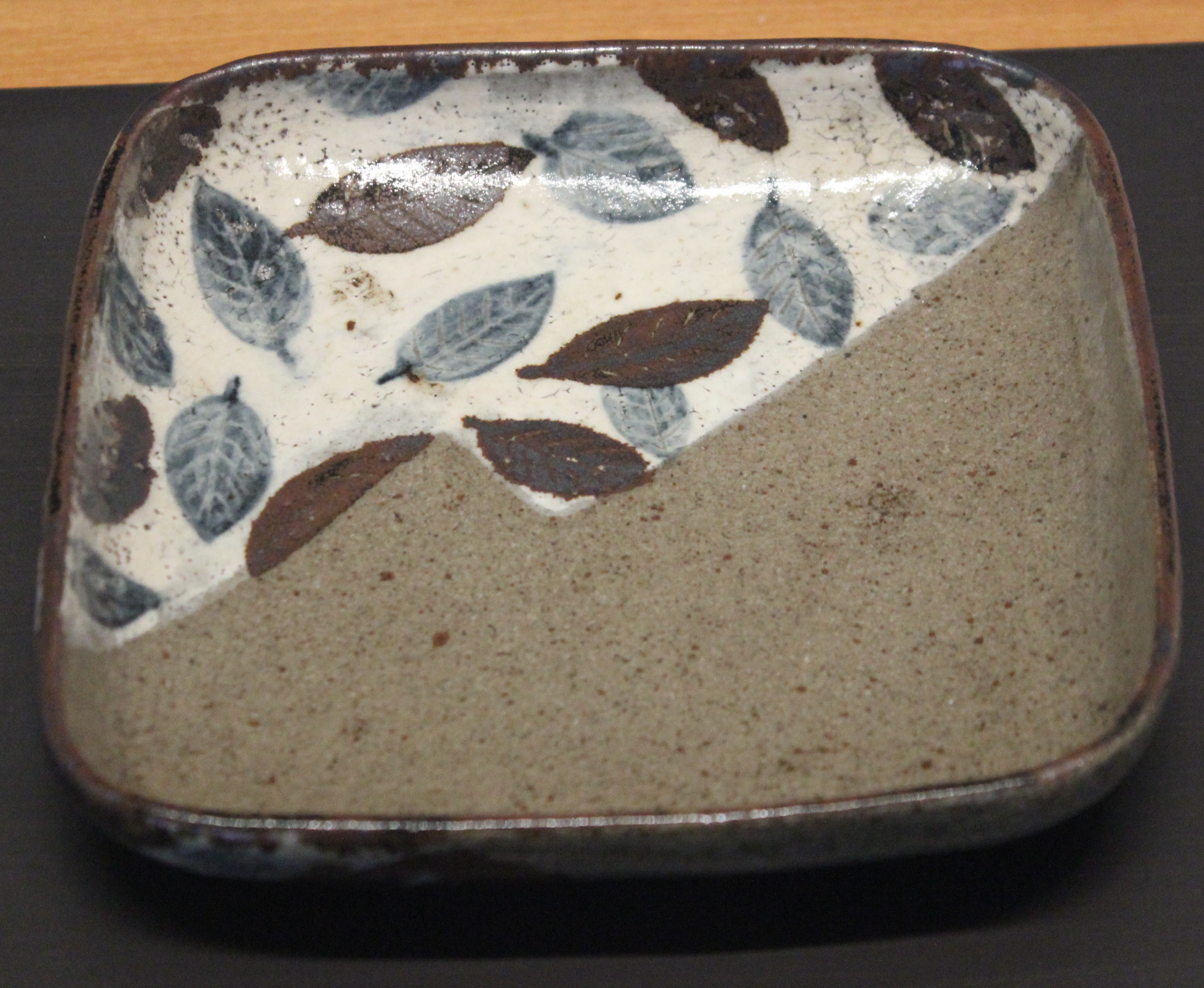
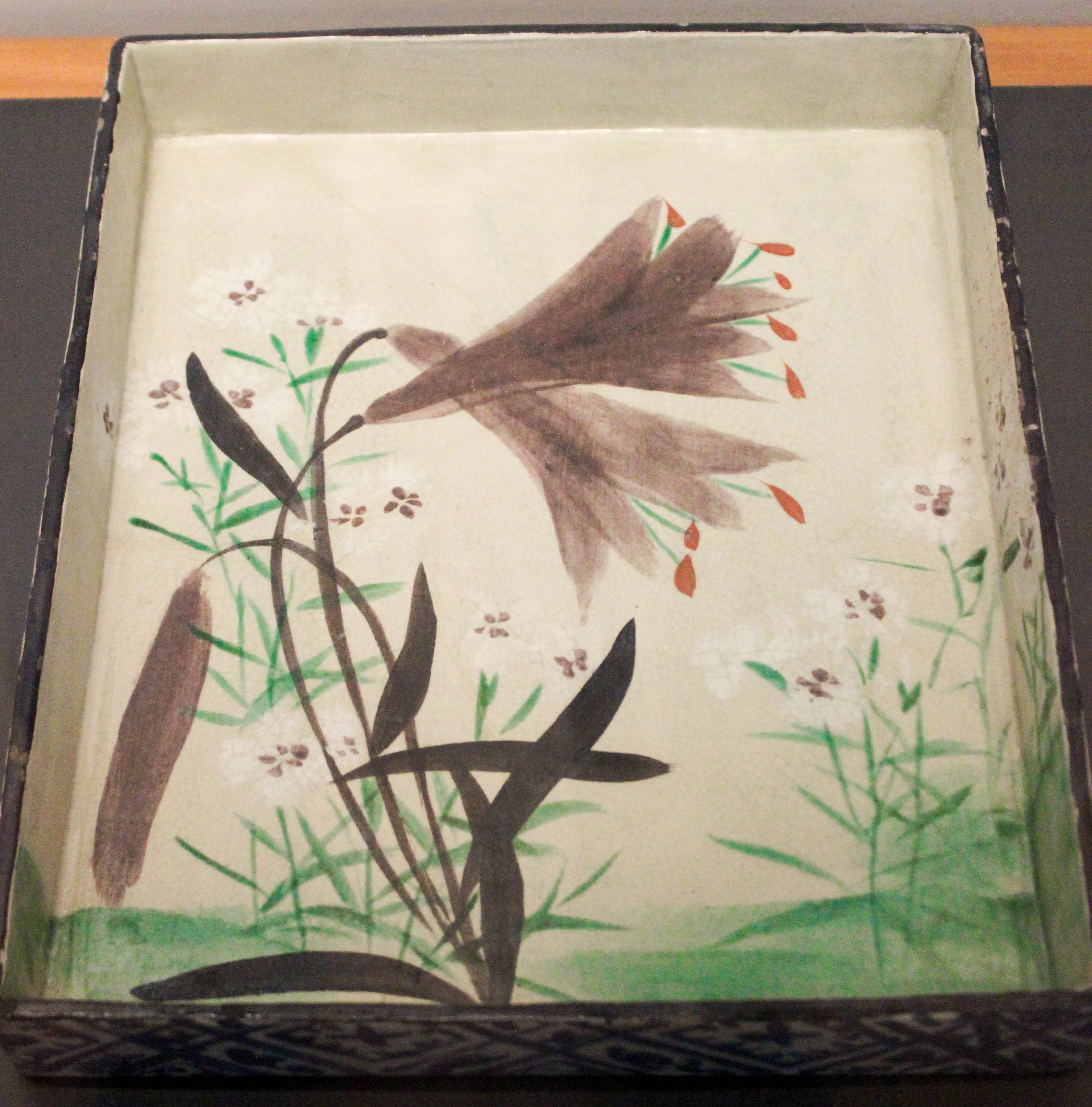
Plat rectangular (kakuzara) amb lliris
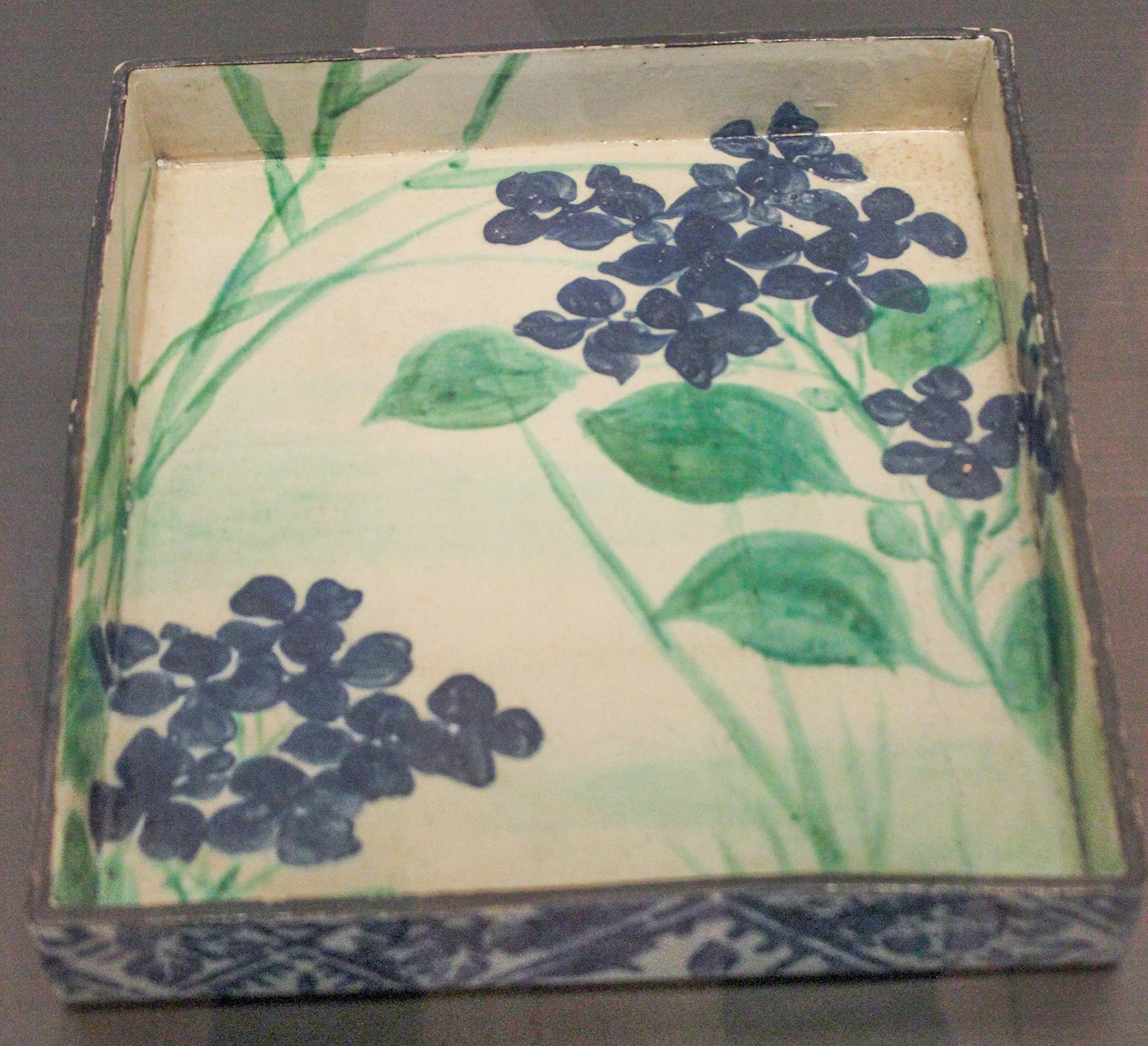
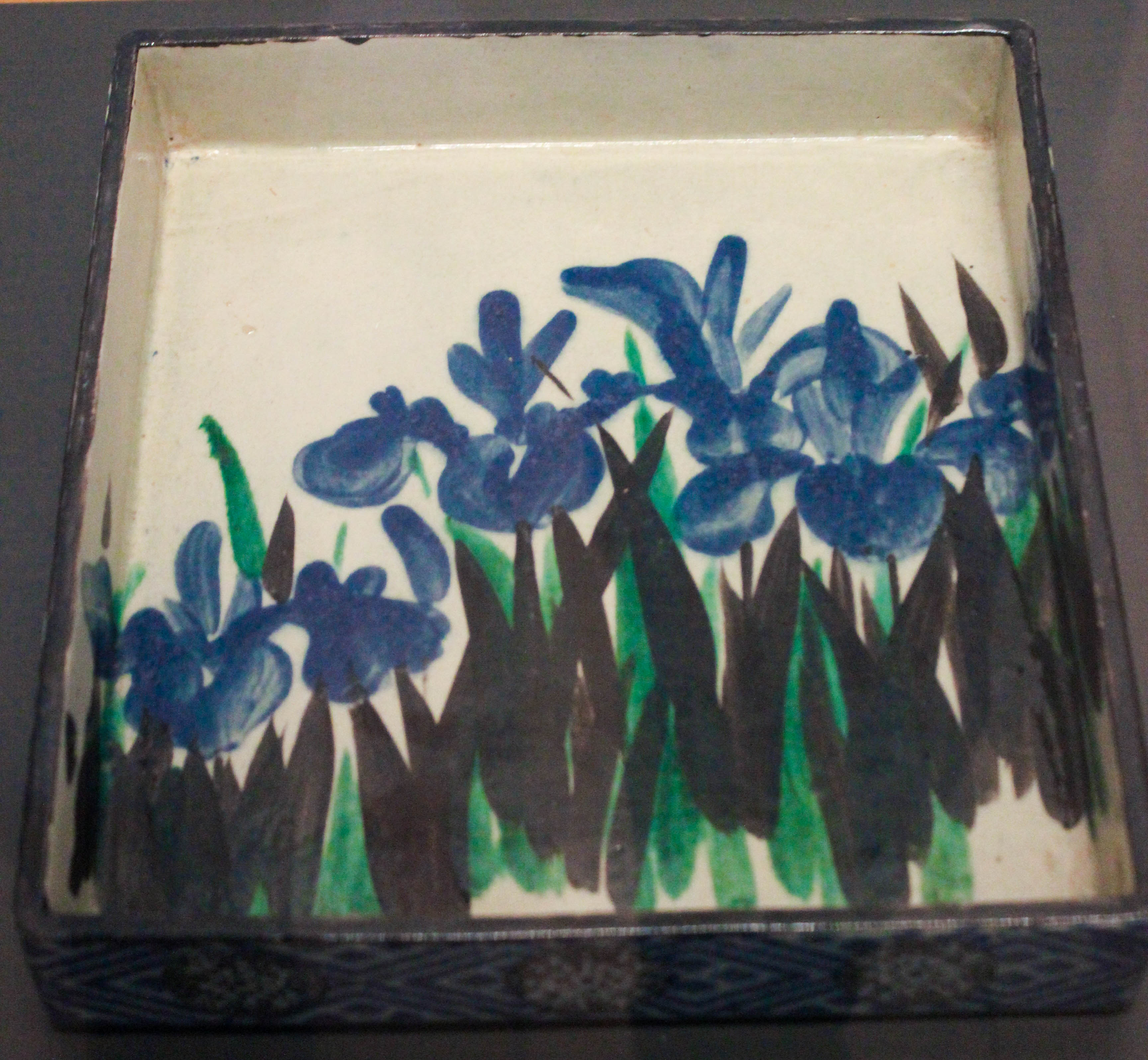
Plat quadrangular (kakuzara) amb lliris. Entre 1699 i 1711. 25,3 x 22,8 x 5 cm
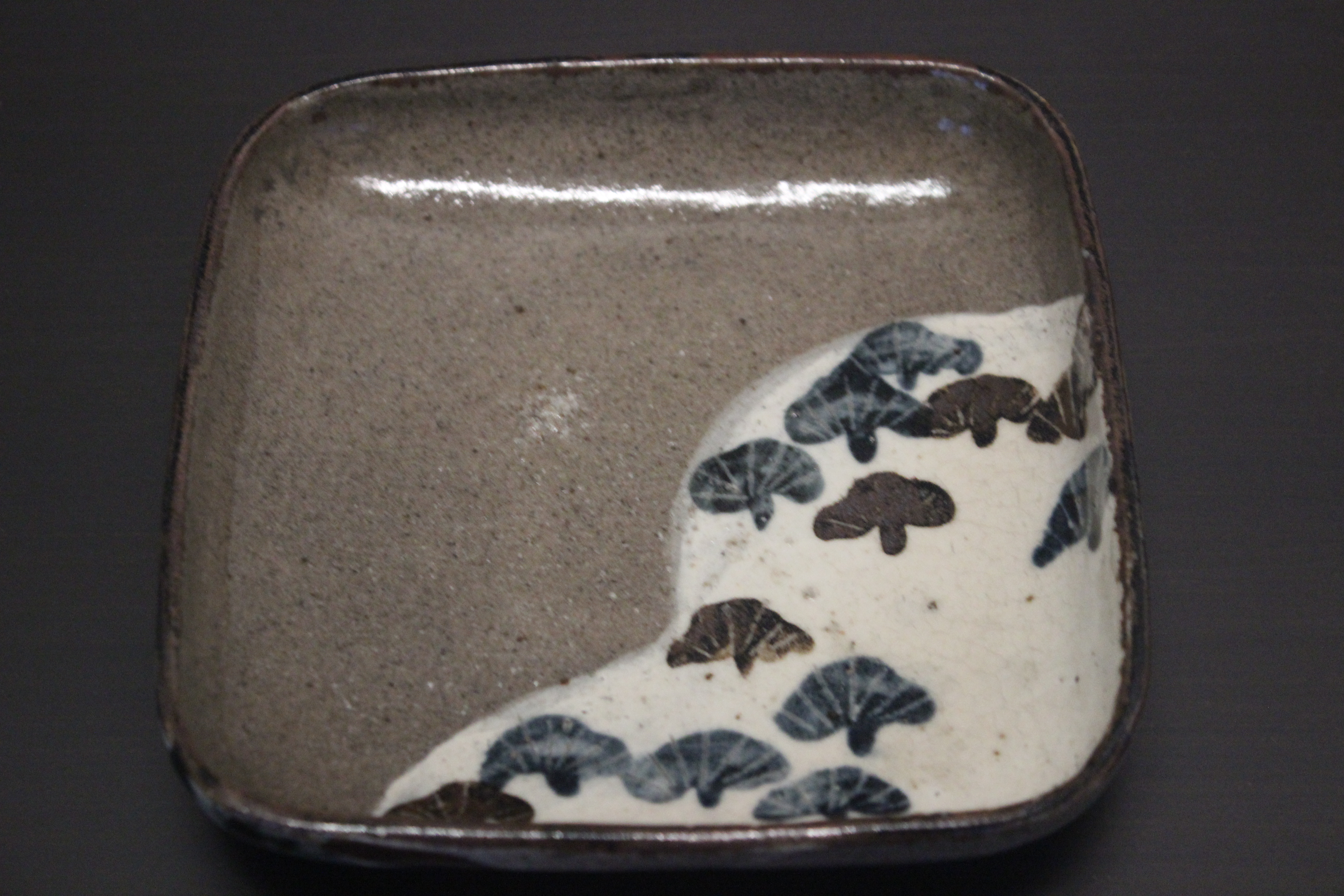